# Paulo Teixeira Jorge
Paulo Teixeira Jorge (Benguela, 15 de mayo de 1929 – Benguela, 26 de junio de 2010) fue un político angoleño que ocupó la cartera de Ministro de Asuntos Exteriores entre 1976 y 1984. También ocupó el cargo de Gobernador de la Provincia de Benguela así como el de Presidente de la Asamblea Nacional.

## Biografía
En 1956 hizo estudios universitarios de geofísica en  Portugal, y en la Casa dos Estudantes do Império contactó con Agostinho Neto, Amílcar Cabral y Marcelino dos Santos para luchar de la independencia de las colonias portuguesas. Huyó de Portugal en 1962 a causa de la represión de la PIDE y cuando Agostinho Neto fundó el MPLA fue uno de los encargados de la diplomacia. Durante su exilio a principios de los 60, trabajó el Francia en una fábrica.
Desde 1974, y con el apoyo de Arménio Ferreira y Lúcio Lara, estableció canales de comunicación con el Movimiento de las Fuerzas Armadas después de la revolución de los claveles en Portugal, del que surgió un alto al fuego con el nuevo gobierno portugués y una conferencia en Mombasa entre las nuevas autoridades portuguesas y los tres movimientos reconocidos por la Organización para la Unidad Africana: MPLA, FNLA y UNITA, del que saldría el tratado de Alvor.
Una vez proclamada la independencia de Angola fue nombrado ministro de asuntos exteriores, cargo que ocupó hasta 1984. Desde su cargo, fue uno de los artífices de la ayuda de Cuba al gobierno del MPLA, fundamental para luchar contra UNITA en la guerra civil angoleña (Operación Carlota). En 1984 dejó el cargo pero continuó como diputado de la Asamblea Nacional, gobernador de la provincia de Benguela y secretario del Buró Político del MPLA.